# Schlotheimia longifolia
Schlotheimia longifolia là một loài Rêu trong họ Orthotrichaceae. Loài này được (Hook.) Schwägr. miêu tả khoa học đầu tiên năm 1827.